# Liste des actifs détenus par Vivendi
 (juillet 2025).
Motif : aucune source permettant de vérifier la notoriété
- Archive Wikiwix
- Bing
- Cairn
- DuckDuckGo
- E. Universalis
- Gallica
- Google
- G. Books
- G. News
- G. Scholar
- Persée
- Qwant
- (zh) Baidu
- (ru) Yandex
- (wd) trouver des œuvres sur Wikidata

| 1. | Préciser le motif de la pose du bandeau. | Précisez le motif de la pose du bandeau en utilisant la syntaxe suivante : {{admissibilité à vérifier\|date=août 2025\|motif=remplacez ce texte par le motif}}                                            |
| 2. | Informer les utilisateurs concernés.     | Pensez à avertir le créateur de l'article, par exemple, en insérant le code ci-dessous sur sa page de discussion : {{subst:avertissement admissibilité à vérifier\|Liste des actifs détenus par Vivendi}} |

 (juillet 2024).
Si vous disposez d'ouvrages ou d'articles de référence ou si vous connaissez des sites web de qualité traitant du thème abordé ici, merci de compléter l'article en donnant les références utiles à sa vérifiabilité et en les liant à la section « Notes et références ».
 (juillet 2025).
- Si vous ne connaissez pas le sujet, laissez ce bandeau (vous pouvez alors contacter les auteurs).
- Si vous supprimez le contenu mis en cause (vous pouvez préalablement contacter les auteurs),

argumentez précisément cette suppression dans la page de discussion
(un manque de référence n'est pas un argument ; une recherche réelle de référence doit avoir été effectuée, être formellement documentée).
Cet article présente une liste des actifs détenus par Vivendi.

## Jeux vidéos
- Gameloft

## Evénementiel
- Vivendi Village
  - See Tickets
  - L'Olympia
  - Olympia Productions
  - Canal Olympia
  - U-Live
  - Théâtre de l'Œuvre
  - Vivendi Sports
  - Vivendi Brand Marketing
  - Copyrights Group
  - Le Petit Olympia

## Participations
- Participation de 9,9 % dans Prisa
- Participation de 23,94 % dans TIM
- Participation de 57,66 % dans Lagardère
- Participation de 4,02 % dans MFE - MediaForEurope
- Participation de 28,4 % dans Banijay Group
- Participation de 10 % dans Universal Music Group

## Télévision et cinéma
- Groupe Canal+
  - Canal+ (Télévision)
    - Pôle France Canal+
      - Chaînes gratuites
        - C8
        - CStar
        - CNews

      - Chaînes Canal+
        - Canal+
        - Canal+ Cinéma
        - Canal+ Décalé
        - Canal+ Docs
        - Canal+ Sport
        - Canal+ Kids
        - Canal+ Séries
        - Canal+ Sport Week-end

      - Offres Canal+
        - Ciné+
          - Ciné+ Premier
          - Ciné+ Frisson
          - Ciné+ Émotion
          - Ciné+ Famiz
          - Ciné+ Club
          - Ciné+ Classic

        - Comédie+
        - CStar Hits France
        - Foot+
        - Rugby+
        - Golf+
        - Infosport+
        - Piwi+
        - Planète+
        - Planète+ Aventure
        - Planète+ Crime
        - Polar+
        - Seasons
        - Télétoon+
        - Olympia TV

      - Chaînes co-détenues
        - OCS (33%)
        - Mezzo (50%)
        - Mezzo Live HD (50%)

    - Pôle International Canal+ International
      - Canal+ International
        - Canal+ Afrique
        - Canal+ Calédonie
        - Canal+ Calédonie
        - Canal+ Caraïbes
        - Canal+ Horizons
        - Canal+ Réunion
        - K+ (Viêt Nam, 49 %)
        - Canal+ (en) (Birmanie)
        - M7 Group (en)
          - Canal Digitaal (Pays-Bas)
          - Télésat et TV Vlaanderen (Belgique)
          - HD Austria (Autriche)
          - Direct One (Hongrie),
          - Skylink (Tchéquie et Slovaquie)
          - FocusSat (Roumanie)

        - MultiChoice (en) (Afrique, 30,27%)
        - Platforma Canal+ (Pologne, 51 %)
          - Canal+
          - Canal+ Film
          - Ale Kino+
          - Domo+
          - Hyper+
          - Kuchnia+
          - MiniMini+
          - Planete+
          - Teletoon+

    - Pôle Cinéma
      - Studiocanal (cinéma)
      - SAM (Scandinave)
      - Paddington and Company
      - Harvey Unna and Stephen Durbridge
      - Canal+ Régie
      - Canalplay

## Presse
- Prisma Media
  - Pôle Femmes
    - Cuisine Actuelle, mensuel racheté en 1989 par Prisma Presse
    - Femme Actuelle, hebdomadaire créé en 1984
    - Prima, mensuel créé en 1982
    - Femme Actuelle Jeux, mensuel créé en 2003
    - Femme Actuelle Jeux Extra, bimestriel créé en avril 2012
    - Femme Actuelle Senior, créé en 2015
    - Flow, créé en 2015
    - Gala, hebdomadaire créé en 1993
    - Gala Style
    - Oh my mag!
    - Prima Maison, bimestriel créé en 2005
    - Simone, média d'information féminin 100 % vidéo, 100 % digital créé en 2018
    - Voici, hebdomadaire créé en 1987

  - Pôle Premium
    - GEO, mensuel de grand reportage et de photojournalisme créé en 1979, adapté du magazine allemand du même nom
    - GEO Histoire, trimestriel créé en 2006
    - GEO Hors-séries, créé en mai 2012
    - GEO Aventure
    - GEO Collection
    - Ça m'intéresse, mensuel généraliste grand public créé en 1981
    - Ça m'intéresse Histoire, bimestriel créé en décembre 2010
    - Ça m'intéresse Questions & Réponses, trimestriel créé en 2016
    - Ça m'intéresse Santé, trimestriel créé en 2017
    - Ça m'intéresse Science, bimestriel créé en 2017
    - National Geographic, mensuel de grand reportage et de photojournalisme créé en 1999, adapté du magazine américain du même nom, exploité en partenariat avec RBA Editions
    - National Geographic Traveler, déclinaison française du magazine de voyage le plus lu dans le monde, créé en 2016
    - Neon, magazine bimestriel, puis mensuel pour les 25-35 ans, créé le 21 mars 2012
    - Capital, mensuel créé en 1991
    - Management, mensuel créé en 1995
    - Harvard Business Review France, bimestriel lancée en janvier 2014
    - Business Insider France, créé en 2007
    - Miaou Magazine

  - Pôle TV-Entertainment
    - Gentside, créé en 2011
    - Télé Loisirs, hebdomadaire créé en 1986
    - Télé-Loisirs vacances
    - Télé 2 semaines, bimensuel (quinzomadaire) créé en 2004
    - TV Grandes chaînes, bimensuel (quinzomadaire) créé en 2004

## Communication
- Havas
  - Creative Business :
    - Abernathy MacGregor
    - AMO
    - Annex
    - Arnold
    - Battery Annex
    - BETC
    - BETC Fullsix
    - Boondoggle
    - Buzzman
    - Cake
    - Camp + King
    - Conran Design Group
    - Havas Creative
    - Havas Digital Factory
    - Havas Edge
    - Havas Events
    - Havas Formula
    - Havas Riverorchid
    - Havas Sports & Entertainment
    - Havas Tribu
    - Host Havas
    - HOY
    - HRCLS
    - Idea Group
    - One Green Bean
    - Langoor Havas
    - Plastic Havas
    - Plead
    - Red Havas
    - Rosapark
    - Think Design
    - Triptk
    - Shobiz
    - Socialyse
    - SOMA
    - W&Cie

  - Media Business :
    - Affiperf
    - Agence79
    - AMProd
    - Arena Media
    - Artemis Alliance
    - CSA Science & Analytics
    - Ecselis
    - Forward Media
    - Havas City
    - Havas DBI
    - Havas International
    - Havas Media
    - Havas Programmatic Hub
    - Intellignos
    - Mobext
    - Proximia
    - Target Media

  - Health & Wellness Business (Havas Health & You)
    - Havas ECS
    - Havas Helia
    - Havas Life
    - Havas Life Sorento
    - Havas Lynx
    - Havas Mango
    - Havas PR
    - Havas SO
    - Health4Brands

## Autre
- Dailymotion
- Canal Factory